# Eduard Prades
Pour les articles homonymes, voir Prades.
Cet article concerne le cycliste. Pour l'historien, voir Eduard Pons Prades.
Prades  Reverte est un nom espagnol. Le premier nom de famille, en général paternel, est Prades ; le second, en général maternel, souvent omis, est Reverte.
Eduard "Edu" Prades Reverte (né le 9 août 1987 à Tarragone) est un coureur cycliste espagnol, membre de l'équipe Caja Rural-Seguros RGA. Son frère aîné Benjamín est également coureur cycliste.

## Biographie

### Débuts
Eduard Prades remporte plusieurs courses de la Coupe d'Espagne des amateurs entre 2010 et 2012 dont le classement général en 2012. En 2013, il signe avec OFM-Quinta da Lixa. La même année, il remporte la victoire finale et une victoire d'étape du Trophée Joaquim-Agostinho. En 2014, il obtient une victoire d'étape sur le Tour de l'Alentejo.
Fin 2014, l'équipe continentale professionnelle Caja Rural-Seguros RGA annonce sa signature pour la saison 2015. Pour ses débuts sous ses nouvelles couleurs, il remporte une étape du Tour du Portugal et la Coppa Sabatini, une semi-classique italienne. Fin 2015, il renouvelle le contrat qui le lie à son employeur. En 2016, il remporte la Philadelphia Cycling Classic aux États-Unis et une étape du Tour de Cova da Beira. En outre, il prend part au Tour d'Espagne, son premier Grand Tour, qu'il termine 127e.

### Euskadi Basque Country-Murias
Pour la saison 2018, Prades change d'équipe continentale professionnelle espagnole, rejoignant Euskadi Basque Country-Murias où Jon Odriozola compte sur sa venue, son expérience et son profil complet pour apporter de nombreux succès. Il y réalise sa meilleure saison, se distinguant dès le Challenge de Majorque, 6e du Trofeo Lloseta-Andratx, puis fin mai lors du GP Miguel Indurain (4e). Il enchaîne par le Tour du Pays Basque avec une 6e place d'étape à la clé avant de se distinguer sur six courses par étapes d'une semaine, 3e du Tour de Castille-et-León, 12e du Tour des Asturies, 2e du Tour de Yorkshire, vainqueur du Tour de Norvège, 4e du Tour de Luxembourg puis 9e du Tour du Limousin. Ses résultats lui permettent de disputer le Tour d'Espagne où il se distingue lors de la septième étape, y prenant la 4e place. Il clôt sa saison sur le Tour de Turquie qu'il remporte. Quelques jours plus tard, l'équipe World Tour espagnole Movistar annonce son arrivée pour la saison 2019.

### Movistar
Ce changement d'équipe lui permet de découvrir de nouvelles épreuves dont le Tour Down Under où il étrenne ses nouvelles couleurs puis le Tour de la Provence, vainqueur de la deuxième étape et 8e du classement général. Il enchaîne par le Tour d'Andalousie, 14e du général, découvre ensuite des épreuves italiennes, les Strade Bianche (64e), le GP de l'industrie et de l'artisanat de Larciano (9e) et Tirreno-Adriatico puis belges avec l'E3 BinckBank Classic (41e) et Gand-Wevelgem. De retour sur les routes espagnoles, il se distingue sur le Grand Prix Miguel Indurain (15e) puis sur la Klasika Primavera (3e). Il enchaîne ensuite les résultats sur les courses par étapes d'une semaine en Espagne, 10e du Tour de Castille-et-León, 9e du Tour de la communauté de Madrid et vainqueur du Tour d'Aragon.
Sur la deuxième partie de saison, il se distingue sur le calendrier World Tour, seulement devancé par Luka Mezgec sur la cinquième étape du Tour de Pologne, 10e de la Bretagne Classic Ouest–France et 16e du Grand Prix de Québec.
Il retrouve le Tour Down Under et l'épreuve provençale pour lancer sa saison 2020. Il n'y connaît pas la même réussite, 43e du classement général en Australie et 40e au terme des quatre étapes du Tour de la Provence. Pour sa première participation à Kuurne-Bruxelles-Kuurne, il termine 15e avant que la saison ne soit suspendue à cause de la pandémie de Covid-19. Il reprend la compétition en montant sur le podium du Circuit de Getxo (3e). Il fait partie des victimes collatérales de l'accrochage entre Fabio Jakobsen et Dylan Groenewegen sur la première étape du Tour de Pologne, entrant en contact avec une barrière de sécurité projetée sur la route. Il est victime d’une fracture d’une vertèbre cervicale. Il fait son retour dès le 30 septembre sur la Flèche wallonne (53e).
Le 1er décembre 2020, l'équipe française Nippo Delko One Provence annonce son arrivée pour les saisons 2021 et 2022. À cause d'une chute en ski début janvier 2021, il souffre d'une fracture du fémur.

## Palmarès et résultats

### Palmarès par année
| - 2006 - 3e du Trofeu Joan Escolà - 2007 - 3e de l'Escalade de Montjuïc amateurs - 2010 - Grand Prix Macario - 2e de l'Aiztondo Klasica - 2011 - Aiztondo Klasica - Santikutz Klasika - 5e étape du Tour de Salamanque - 3e étape de la Cinturó de l'Empordà - 2e du Trophée Eusebio Vélez - 3e de la Coupe d'Espagne - 2012 - Vainqueur de la Coupe d'Espagne - Memorial Valenciaga - Santikutz Klasika - 3e étape du Tour de la province de Valence - 3e de la Volta ao Ribeiro - 2013 - Trophée Joaquim-Agostinho : - Classement général - 3e étape - 3e du Tour des Terres de Santa Maria da Feira - 3e du Grand Prix Liberty Seguros - 2014 - 2e étape du Tour de l'Alentejo - Grand Prix Abimota : - Classement général - 2e étape - Minamiuonuma Road - Ōita Ikoinomichi Criterium - 2e du Tour de l'Alentejo | - 2015 - 8e étape du Tour du Portugal - Coppa Sabatini - 2016 - 1re étape du Tour de Cova da Beira - Philadelphia Cycling Classic - 2018 - Tour de Norvège - Tour de Turquie - 2e du Tour de Yorkshire - 3e du Tour de Castille-et-León - 2019 - 2e étape du Tour de La Provence - Tour d'Aragon - 3e de la Klasika Primavera - 10e de la Bretagne Classic - 2020 - 3e du Circuit de Getxo - 2021 - 2e du Tour de Vendée - 2024 - Tour de l'Alentejo : - Classement général - 4e étape - 2025 - 3e du Circuit franco-belge |  |

### Résultats sur les grands tours

#### Tour d'Espagne
2 participations
- 2016 : 127e
- 2018 : 68e

### Classements mondiaux
| Année            | 2011 | 2012 | 2013 | 2014 | 2015 | 2016 | 2017 |
| ---------------- | ---- | ---- | ---- | ---- | ---- | ---- | ---- |
| UCI Europe Tour  | 947e | nc   | 146e | 126e | 59e  | 688e | 223e |
| UCI Asia Tour    |      |      |      | 216e |      |      |      |
| UCI America Tour |      |      |      |      | 209e | 36e  |      |